# Thanatus pinnatus
Thanatus pinnatus là một loài nhện trong họ Philodromidae.
Loài này thuộc chi Thanatus. Thanatus pinnatus được miêu tả năm 1964 bởi Jézéquel.